# Johnny Napalm
Johnny Napalm es un personaje ficticio de la serie de juegos musicales Guitar Hero. Representa el género musical punk en todas las entregas de la saga, y apareció en la portada del primer juego.

## Guitar Hero
Johnny es uno de los personajes principales, incluso es quien está en la portada del juego. Tiene una camiseta del Reino Unido y realiza saltos al estilo de los Sex Pistols aunque la canción que lo identifica (en el video en el que los creadores comentan a los personajes) es I wanna be sedated de Ramones

## Guitar Hero II
Johnny regresó, aunque ya no apareció en la portada. No realizó muchos cambios en su apariencia, salvo que ahora viste una camiseta con el símbolo de la anarquía.

## Guitar Hero Encore: Rocks the 80s
Johnny es uno de los pocos personajes en aparecer. Aquí no tiene el pelo característico punk, sino que lo tiene con un ojo tapado por un flequillo, aunque sigue conservando su camiseta.

## Guitar Hero III: Legends of Rock
Aquí vemos a Johnny mucho más evolucionado, se le ve más adulto, la cresta más grande y no usa camiseta. Tiene varias vestimentas alternativas como cambios en el pelo .

## Guitar Hero: Aerosmith
Johnny aparece igual que en la tercera entrega.

## Guitar Hero: Warriors Of Rock
Johnny Aparece como Humano al Iniciar la historia, después es succionado por las sombras y aparece como un espíritu roquero con el poder de teletransportarse y trepar paredes.
- Datos: Q5933781